# Mũi Columbia
Mũi Columbia là điểm cực Bắc trên đất liền của Canada, cách Bắc Cực khoảng 769 km, nằm trên đảo Ellesmere tại 83°06'41" Bắc, 69°57'30" Tây. Mũi đất này là điểm đất liền xa nhất về phía tây của biển Lincoln thuộc Bắc Băng Dương.
Mũi Columbia được nhà thám hiểm người Anh George Nares khám phá trong cuộc thám hiểm từ năm 1875 đến 1876.
Trạm trung chuyển tại mũi Columbia là trạm xa nhất về phía Bắc, phục vụ cho việc thám hiểm Bắc Cực.